# دلالون
دلالون، روستایی در دهستان سرباران بخش تیاب شهرستان میناب در استان هرمزگان ایران است.

## جمعیت
بر پایه سرشماری عمومی نفوس و مسکن در سال ۱۳۹۵، جمعیت این روستا برابر با ۱۱۹ نفر (۲۸ خانوار) بوده‌است.